# امید بنکدار
امید بنکدار (زاده ۲ تیر ۱۳۴۸ - تهران) کارگردان، فیلم‌نامه‌نویس، تدوین‌گر و نقاش اهل ایران است.

## زندگی
امید بنکدار دوم تیرماه هزار و سیصد و چهل و هشت در بیمارستان میثاقیه (مصطفی خمینی) به دنیا آمد. پدر و مادرش پیش از ازدواج همسایه و از زمان کودکی ساکن محلهٔ منیریه بودند. هنوز هم دو بن‌بست به نام‌های بنکدار و ناظمی در خیابان منیریه مجاور همدیگرند. او کودکی‌اش را در خیابان میرعماد گذراند و پس از هفت سالگی ساکن شمیران شد. او فعالیتش را در حوزه تجسمی با نقاشی آغاز کرد و تکنیک‌های آبرنگ را نزد هما افتخار (غفارزاده) و جمال‌الدین خرمی نژاد آموخت. استاد سیاوش کسرایی تأثیر عمیقی بر نگاه او به نقاشی و حوزهٔ تجسمی گذاشت.
پس از آن برای آموزش و تجربهٔ یک کار خلاقهٔ گروهی که با حوزهٔ تجسمی درارتباط باشد به مرکز اسلامی آموزش فیلم‌سازی (باغ فردوس) رفت تا دورهٔ طراحی صحنه را بگذراند. این مرکز بعدها تعطیل و به موزهٔ سینما تبدیل شد. او پس از گذراندن دورهٔ طراحی صحنه و لباس نزد ایرج رامین‌فر شیفتهٔ سینما شد و در دوران طلایی کادر آموزشیِ باغ فردوس- سینما را از استادانی مانند همایون پایور، بهرام بیضایی، احمد الستی، احمد ضابطی جهرمی، کامران شیردل و محمدرضا اصلانی آموخت.
در همان دوره او فعالیتش را در مطبوعات با دوست و هم دورهٔ دوران آموزشش کیوان علی‌محمدی آغاز کرد و با نشریات مختلفی مانند نقد سینما، ماهنامهٔ فیلم و ماهنامهٔ زنان همکاری کرد و پس از آن تیم دونفره‌شان شروع به ساخت فیلم‌های کوتاه، تجربی و مستند کردند تا اولین فیلم بلندشان شبانه ساخته شد.
چشم‌اندازهای سیاوش آباد اولین ساختهٔ مستند او جوایز زیادی را از جشنواره‌های مختلف دریافت کرد و در معرفی دو فیلمساز جوان تأثیر گذاشت. این فیلم نوعی ادای دین و احترام به استادش سیاوش کسرایی است که یک سال پس از ساخت آن از دنیا رفت.
امید بنکدار همکاری‌اش را با کیوان علی‌محمدی ادامه داد و تاکنون دو فیلم کوتاه، دو ویدیو آرت، دو فیلم تجربی، هشت فیلم مستند، یک مجموعهٔ تلویزیونی و چهار فیلم سینمایی در کارنامه دارد که بیشتر آنها به‌طور مشترک با کیوان علی‌محمدی ساخته شده‌اند. علی اکبر حیدری نویسندهٔ جوان از سومین فیلم آنها- ارغوان به تیم دو نفرهٔ آن‌ها دعوت شد و از آن پس در زمینهٔ فیلم‌نامه‌نویسی با بنکدار و علی‌محمدی همکاری داشته‌است.

## فیلم‌شناسی
| سال  | نام اثر                                                    | تهیه‌کننده | کارگردان | نویسنده           | تدوینگر | تصویرگر | پژوهشگر | ژانر                          |
| ---- | ---------------------------------------------------------- | --------- | -------- | ----------------- | ------- | ------- | ------- | ----------------------------- |
| ۱۳۷۹ | کویر آینه‌ها                                                |           | آری      | فیلم‌نامه          |         |         |         | فیلم کوتاه                    |
| ۱۳۸۱ | چشم‌اندازهای سیاوش‌آباد                                      |           | آری      | فیلم‌نامه          | آری     |         |         | مستند                         |
| ۱۳۸۲ | عشق تنهاست و از پنجره‌ای کوتاه به بیابان‌های بی مجنون می‌نگرد |           | آری      | فیلم‌نامه          | مشترک   |         |         | مستند                         |
| ۱۳۸۲ | چه شگفت است عشق که هم زخم است هم مرهم                      |           | آری      | نویسندهٔ گفتار     | مشترک   |         |         | مستند                         |
| ۱۳۸۳ | هیچ‌کس با هیچ‌کس سخن نمی‌گوید                                 |           | آری      | فیلم‌نامه          | آری     |         |         | تجربی                         |
| ۱۳۸۴ | شبانه                                                      |           | آری      | فیلم‌نامه          | مشترک   |         |         | سینمایی                       |
| ۱۳۸۴ | هیچ نمی‌بینند درعشق سری و سروری                             | آری       | آری      |                   | مشترک   |         |         | ویدئو آرت                     |
| 1384 | M.D.M.A                                                    |           | آری      | نویسندهٔ گفتار     | مشترک   |         | آری     | مستند                         |
| ۱۳۸۵ | سرخ                                                        |           | آری      | فیلم‌نامه و گفتار  | مشترک   |         | آری     | مستند                         |
| ۱۳۸۵ | چندبار به شب دل باخته‌ای؟                                   |           | آری      |                   |         |         |         | مستند                         |
| ۱۳۸۶ | آسمان سیاه شب                                              |           | آری      | نویسندهٔ گفتار     | آری     |         | آری     | مستند                         |
| ۱۳۸۷ | شبانه روز                                                  |           | آری      | فیلم‌نامه          | مشترک   |         |         | سینمایی                       |
| ۱۳۸۸ | سلول                                                       |           | آری      | بازنویسی فیلم‌نامه |         |         |         | یک اپیزود از مجموعهٔ تلویزیونی |
| ۱۳۹۱ | حیرانی                                                     |           | آری      | بازنویسی فیلم‌نامه | مشترک   |         |         | مجموعهٔ تلویزیونی              |
| ۱۳۹۲ | ابراهیم در آتش                                             |           | آری      | نویسندهٔ گفتار     | آری     |         | آری     | مستند                         |
| ۱۳۹۲ | ارغوان                                                     | آری       | آری      | فیلم‌نامه          | آری     |         |         | سینمایی                       |
| ۱۳۹۵ | گیلدا                                                      | آری       | آری      | فیلم‌نامه          | آری     |         |         | سینمایی                       |
| ۱۳۹۸ | هفت روز از هفتاد بهار                                      | آری       | آری      |                   |         | آری     |         | مستند                         |

## خصوصیات و شاخصه‌های آثار
همکاری با ستاره‌های سینما حتی در فیلم‌های مستند، تجربه‌گرایی و رویکرد به سینمای تجربی، کارکردن روی قاب‌بندی و نورپردازی و شاخصه‌های بصری فیلم، توجه به مسایل زنان، پژوهش در گرامر و زبان سینما و اهمیت به فرم از شاخصه‌های فیلم‌های امید بنکدار است.

## کارگردان
- گیلدا (۱۳۹۵)
- ارغوان (۱۳۹۳)
- مجموعهٔ تلویزیونی حیرانی (۱۳۹۱)
- شبانه‌روز (۱۳۸۷)
- شبانه (۱۳۸۴)

## نویسنده
- گیلدا (۱۳۹۵)
- ارغوان (۱۳۹۳)
- شبانه‌روز (۱۳۸۷)
- شبانه (۱۳۸۴)

## تدوین
- گیلدا (۱۳۹۵)
- شبانه‌روز (۱۳۸۷)